# 538
| 538                |
| ------------------ |
| Dødsfald - Fødsler |
|                    |

| Gregoriansk kalender | 538 DXXXVIII            |
| Ab urbe condita      | 1291                    |
| Armensk kalender     | I/T                     |
| Kinesiske kalender   | 3234 – 3235 丁巳 – 戊午 |
| Etiopisk kalender    | 530 – 531               |
| Jødisk kalender      | 4298 – 4299             |
| Hindukalendere       |                         |
| - Vikram Samvat      | 593 – 594               |
| - Shaka Samvat       | 460 – 461               |
| - Kali Yuga          | 3639 – 3640             |
| Iransk kalender      | 84 BP – 83 BP           |
| Islamisk kalender    | 87 BH – 86 BH           |

Se også 538 (tal)